# Zhao Feiyan
Zhao Feiyan, född 62 f.Kr., död 1 f.Kr., var en kinesisk kejsarinna, gift med kejsar Han Chengdi.

## Biografi
Zhao Feiyan föddes som dotter till fattiga palatstjänare, som tränade henne till dansös hos kejsarens syster. Hon och hennes syster Hebe blev konkubiner hos kejsaren och hans favoriter. 

### Kejsarinna
Sedan kejsarinnan Xu störtats utnämndes Zhao Feiyan till kejsarinna, och hon och hennes syster ska ha utövat ett totalt inflytande vid kejsarhovet. Kejsaren lyckades inte få några biologiska barn, och enligt legenden försökte systrarna förgäves bli gravida med hjälp av bevisat fertila män, medan de förgiftade de barn kejsaren fick med övriga konkubiner eller framkallade missfall hos dessa. Kejsaren utsåg slutligen sin brorson till tronarvinge. 

### Änkekejsarinna
Efter kejsarens död mottog Zhao Feiyan titeln änkekejsarinna och fick en hedrad ställning. Kort därpå inleddes dock en utredning om den förra kejsarens avlidna barn och konkubiner. Utredningen ledde till att Hebe begick självmord i fruktan för att arresteras och systrarnas släktingar utvisades från hovet. Zhao Feiyan själv skyddades dock av sin ställning som änkekejsarinna. 
När änkekejsarinnan Wang år 7 f.Kr. tog makten, tog hon ifrån Zhao Feiyan titeln änkekejsarinna, degraderade henne till allmogestatus och gav hennes tjänsten som väktare av makens grav, varpå hon begick självmord. Samma öde drabbade hennes makes efterträdares änka, Fu (Han Ai). 